# Thurau (Schönthal)
Thurau ist ein Ortsteil der Gemeinde Schönthal im Landkreis Cham des Regierungsbezirks Oberpfalz im Freistaat Bayern.

## Geografie
Thurau liegt auf dem Nordufer der Schwarzach an der Staatsstraße 2400, 1,5 Kilometer nordöstlich von Schönthal.

## Geschichte
Der aus dem Slawischen stammende Ortsname Thurau (auch: Tvrdowe, Turdow, Turdauwe, Durdawe, Durdowe, Twrdaw, Turdaw, Duraw, Durau, Turaw) (russisch: твердый = fest, твердыня = Festung, Burg, polnisch: twierdza, tschechisch: tvrz) deutet auf die frühe slawische Besiedlung der Region hin. Thurau liegt an der Altstraße, die  von Rötz her kam und über Schönthal, Ast, Untergrafenried, Grafenried nach Ronsperg und Pilsen führte. Zahlreiche Bodendenkmäler deuten auf eine steinzeitliche Besiedelung der Umgebung von Thurau hin.
Thurau war bereits im 13. Jahrhundert ein Adelssitz. Es lag im Einflussbereich der Altendorfer-Leonberger, die in Thurau Lehen hatten. Im 13. Jahrhundert gelangten viele Lehen an das Kloster Schönthal. Thuraumühle wurde die Klostermühle von Schönthal. 1285 erhielt das Kloster Schönthal Zehntrechte von Chol de Swarzenekke, Rudger miles de Tvrdowe (= Thurau), und Ditricus de Sneberch. 1295 verkaufte Fridericus de Turdow (= Thurau) sein Gut in Thurau an das Kloster. 1298 verkaufte Hugo de Durdawe (= Thurau) den Zehnt über das Ganze Dorf Thurau an das Kloster Schönthal. 1299 verkauften Ulrich und Friedrich von Thurau ihren Hof und eine Wiese an das Kloster. Im selben Jahr übergab Konrad von Schwarzenburg dem Kloster ein Gut und eine Mühle in Thurau.
1314 schenkte Graf Heinrich von Leonberg dem Kloster Schönthal den Zehnt, den die Waffenbrunner von ihm in Thurau zum Lehen hatten. 1324 bestätigte Herzog Heinrich XIV. dem Kloster Schönthal den Besitz mehrerer Güter in Thurau, darunter die Thuraumühle und das Wasserrecht. 1325 wurde Wernhart von Turdauwe (= Thurau) erwähnt. 1338 wurden zwei Höfe und eine Mühle durch Albert von Vrssenbach an das Kloster Schönthal verkauft.
Im Verzeichnis der Erträge des Klosters Schönthal von 1429 wurde Thurau genannt.
Im 16. Jahrhundert gehörten Untertanen in Thurau zum Kastenamt Rötz. 1505 wurde Thurau mit Geldabgaben verzeichnet. 1522 wurden für Thurau 5 Amtsuntertanen aufgeführt. 1588 hatte Thurau 1 Hof, 5 Güter, 3 Sölden, 1 Mühle. Dazu ein Hof, der dem Hanns Halbritter zu Flischbach unterstand. In einem Verzeichnis von 1588 wurden Mannschaften in Thurau als zur Frais Schwarzenburg gehörig aufgeführt.
1622 gab es in Thurau 1 Mühle und 9 Mannschaften. 1630 hatte Thurau 2 Höfe, 5 Güter, davon 1 Mühle mit Sägegang, 1 Sölde, 1 Söldengütl, 1 bloßes Häusl, 1 Hütmann. Zur Hofmark Unterflischbach: 1 Hof. In der Steueranlage von 1630 wurde das Pflegamt Rötz in vier Viertel eingeteilt. Dabei gehörte Thurau zum 3. Viertel.
1808 gab es in Thurau 12 Anwesen, zusätzlich zum Kloster Schönthal 9 Anwesen und zur Grundherrschaft Flischbach 1 Anwesen. Es gab 1 Mühle mit Schneidsäge und 1 Weber.
1808 wurde die Verordnung über das allgemeine Steuerprovisorium erlassen. Mit ihr wurde das Steuerwesen in Bayern neu geordnet und es wurden Steuerdistrikte gebildet. Dabei kam Thurau zum Steuerdistrikt Schönthal. Der Steuerdistrikt Schönthal bestand aus den Dörfern Schönthal, Loitendorf, Trosendorf und Thurau und der Einöde Wullnhof.
1820 wurden im Landgericht Waldmünchen Ruralgemeinden gebildet. Dabei wurde Thurau mit 19 Familien Ruralgemeinde. Von 1946 bis 1949 wurde die Gemeinde Thurau nach Schönthal eingegliedert. Dann wurde sie wieder selbständig. Am 1. Januar 1972 schloss sich die Gemeinde Thurau der Gemeinde Schönthal an.
Thurau gehört zur Pfarrei Schönthal. 1997 hatte Thurau 46 Katholiken.

## Einwohnerentwicklung ab 1820

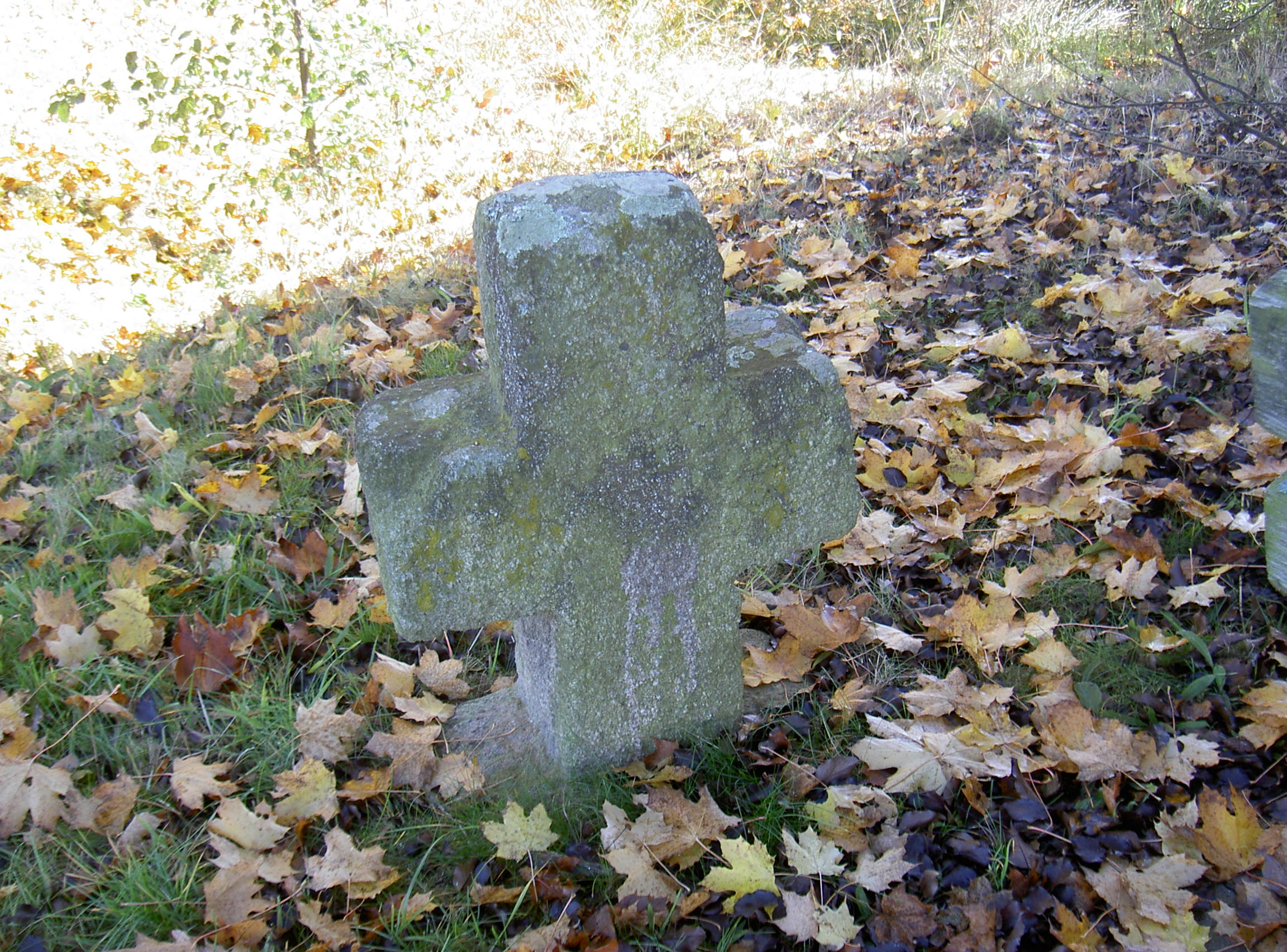
Mittelalterliches Steinkreuz nordöstlich von Thurau

| Jahr | Einwohner   | Gebäude |
| ---- | ----------- | ------- |
| 1820 | 19 Familien | k. A.   |
| 1838 | 106         | 11      |
| 1861 | 94          | 46      |
| 1871 | 87          | 39      |
| 1885 | 78          | 14      |
| 1900 | 72          | 14      |
| 1913 | 79          | 13      |

| Jahr | Einwohner | Gebäude |
| ---- | --------- | ------- |
| 1925 | 81        | 12      |
| 1950 | 106       | 13      |
| 1961 | 72        | 12      |
| 1970 | 64        | k. A.   |
| 1987 | 49        | 14      |
| 2011 | 47        | k. A.   |

## Tourismus und Sehenswürdigkeiten
Die Thurauer Mühle stammt aus dem 17. Jahrhundert. Sie steht mit allen ihren Nebengebäuden unter Denkmalschutz, Denkmalnummer D-3-72-157-20. Nordöstlich von Thurau steht an der Straße 2400 ein mittelalterliches Steinkreuz, Denkmalnummer D-3-72-157-19.
Westlich und östlich von Thurau befinden sich mehrere spätpaläolithische und mesolithische Freilandstationen und nordwestlich ein mittelalterliches Goldabbaurevier. Denkmalnummern D-3-6641-0014, D-3-6641-0017, D-3-6641-0057, D-3-6641-0095, D-3-6641-0139.
Durch Thurau führt der 660 Kilometer lange Goldsteig, der Burgenweg, der Schwarzachtal-Radweg, der Grünes-Dach-Radweg und die Mountainbikewege MTB-13 und MTB-23.